# Rádio Cidade Verde
Rádio Cidade Verde é uma emissora de rádio brasileira sediada em Teresina, capital do estado do Piauí. Opera no dial FM, na frequência 93,5 MHz, e pertence ao Grupo Cidade Verde, que também é responsável pela Rádio CV Mais e pela TV Cidade Verde.

## História

### Antecedentes
A primeira investida do grupo do então deputado Jesus Elias Tajra no rádio teresinense acontece em 3 de setembro de 1988, com a inauguração da Cidade Verde FM nos 101,3 MHz. Inicialmente, a rádio se chamaria FM Pioneira (em referência à emissora de televisão homônima), mas para evitar confusões com a Rádio Pioneira da Arquidiocese de Teresina – da qual Tajra também foi diretor – é escolhido o nome "Cidade Verde" em alusão à farta arborização da capital piauiense. Anos depois, a marca também seria adotada pela TV do mesmo grupo.
Durante os anos 1990, a emissora se consagra com uma programação eclética, focada principalmente nos gêneros de música eletrônica e flashback. Inspirada na Rede Cidade do Grupo Jornal do Brasil, a emissora usava nomes como Cidade Dá de Dance e DanCidade em seus programas. Em 1998, estreia na emissora o Orelhão da Cidade, humorístico que rapidamente alcança bons índices de audiência e popularidade.
Em novembro de 2000, a emissora extingue sua programação e passa a ser afiliada da Rede Melodia do Rio de Janeiro. Anos depois, foi adquirida pela Igreja Internacional da Graça de Deus e se tornou uma emissora própria da Nossa Rádio.

### Primeiros anos (2017–2020)
Em 2016, o Grupo Cidade Verde lança novamente a Rádio Cidade Verde pelos 105,3 MHz (concessão oriunda de Caxias, Maranhão) com uma nova proposta. A estreia oficial acontece em 4 de fevereiro de 2017, e a primeira música – "Teresina", do Grupo Candeia – é escolhida através de votação popular na internet. Em seus primeiros anos, a emissora mantém uma programação mais adulta, mesclada com programas jornalísticos e de entretenimento. Aos fins de semana, a Rádio Cidade Verde abria espaço para os artistas piauienses no programa Prata da Casa.
Em fevereiro de 2019, o jornalista Dídimo de Castro estreia na Rádio Cidade Verde após mais de 50 anos na Rádio Pioneira de Teresina. Dídimo inicialmente comandou o tradicional programa Microfone Aberto - trazido da Pioneira, e que saiu da grade meses após sua estreia - e depois seguiu na equipe esportiva. Em 5 de fevereiro, acontece a primeira transmissão esportiva da emissora: a partida entre River e Fluminense, pela Copa do Brasil. O jogo terminou em 5 a 0 para a equipe carioca.
Em 28 de outubro do mesmo ano, a rádio muda de frequência para os 93,5 MHz de Teresina, como parte do Plano Nacional de Radiodifusão da ANATEL. Meses depois, em janeiro de 2020, uma nova programação estreia, com maior foco no jornalismo.
Com a saída do coordenador César "Fire" Filho do Grupo Cidade Verde em junho de 2020, a Rádio Cidade Verde muda seu estilo musical; a programação que antes era pop/adulta passa a ser uma mescla de sucessos internacionais e hits nacionais do momento, similar em alguns momentos à sua coirmã Rádio CV Mais.

### Expansão para o interior (2020–presente)
Em outubro de 2020, entra no ar a Rádio Cidade Verde Interior de Pedro II, primeira filial da emissora no interior do Piauí, fruto da migração AM-FM da Rádio Cruzeiro. O primeiro programa local da rádio vai ao ar somente em março de 2021 – uma edição local do jornal Cidade Verde Notícias, apresentada por Ney Silva.

## Programas e comunicadores
- Acorda Piauí (Joelson Giordani e Elivaldo Barbosa)
- Cidade Verde Esporte (Dídimo de Castro, Herbert Henrique e Wellyson Costa)
- Cidade Verde Notícias (Natanael Sousa e Bartolomeu Almeida)
- Parada Musical (Ju Meirelles)
- Pela Madrugada
- Show da Tarde (Demir Júnior)
- Tem de Tudo (Glenda Uchôa)
- Viva Cidade (Patrícia Almeida)[17]